# Cemetery of Splendour
Pour plus de détails, voir Fiche technique et Distribution.
Cemetery of Splendour (littéralement : Cimetière de Splendeur) (thaï : รักที่ขอนแก่น ;  Rak ti Khon Kaen ; litt. : Amour à Khon Kaen)  est un film thaïlandais réalisé par Apichatpong Weerasethakul, sorti en 2015. Il est présenté dans la section Un certain regard au Festival de Cannes 2015,.

## Synopsis
En Thaïlande, de nos jours. Des soldats souffrent d’une mystérieuse maladie : ils demeurent plongés dans un profond sommeil, s'éveillent quelques heures puis s'effondrent de nouveau, endormis. On les a transférés dans une vieille école transformée en hôpital de fortune où la jeune  médium Ken tente de communiquer avec eux.
Rendant visite à une amie infirmière, Jen, une vieille femme, se prend d'affection pour Itt, l'un des patients dont le lit est situé à la même place que son bureau lorsqu'elle était élève. Elle apprend alors que l'école est bâtie sur un cimetière d'anciens guerriers, dont l'âme aspirerait l'énergie des patients endormis.

## Fiche technique
- Titre original : รักที่ขอนแก่น (Rak ti Khon Kaen)
- Titre international : Cemetery of Splendour[4]
- Réalisation : Apichatpong Weerasethakul
- Directeur de la photographie : Diego Garcia[5]
- Chef monteur : Lee Chatametikool
- Ingénieur du son : Akritchalerm Kalayanamitr
- Directeur artistique : Pichan Muangdoung
- Chef décorateur : Akekarat Homlaor
- Costumes : Phim U-mari
- Producteur exécutif : Suchada Sirithanawuddhi[6]
- 1er assistant réalisateur : Sompot Chidgasornpongse[7]
- Producteur : Apichatpong Weerasethakul, Keith Griffiths et Simon Field[8], Charles de Meaux, Michael Weber, Hans W. Geißendörfer
- Pays d'origine : Thaïlande
- Format : Couleurs - 35 mm - Dolby
- Genre : drame, fantastique
- Durée : 122 minutes
- Date de sortie :
  - 18 mai 2015  France (Festival de Cannes 2015)[9]
  - Sortie au cinéma en France le 02 septembre 2015[10]

## Distribution
- Banlop Lomnoi : Itt, jeune soldat souffrant d'une maladie mystérieuse[11]
- Jenjira Pongpas : Jen (Jenjira), la vieille femme
- Jarinpattra Rueangram : Keng, la médium[12]
- Petcharat Chaiburi : Tet, l'infirmière
- Tawatchai Buawat : le médiateur, professeur de méditation
- Sujittraporn Wongsrikeaw : la déesse 1
- Bhattaratorn Senkraigul : la déesse 2
- Sakda Kaewbuadee : Tong
- Pongsadhorn Lertsukon : le directeur de la bibliothèque
- Sasipim Piwansenee : la vendeuse de crème
- Apinya Unphanlam : la femme qui chante
- Richard Abramson : Richard, le copain de Jen
- Kammanit Sansuklerd : le docteur qui diagnostique un parasite chez son patient
- Boonyarak Bodlakorn : Prasan, le docteur
- Wacharee Nagvichien : la femme du soldat

## Production
La moitié de Cemetery of Splendour est tournée dans la ville de Khon Kaen, ville où a grandi Apichatpong Weerasethakul.
Au début des années 2010, le cinéaste, dans un premier temps, part en exploration pendant de longs mois à la recherche d'un arbre majestueux et mystérieux dans la jungle de l'Isan, un arbre habité par une entité de la nature (thématique déjà abordée dans le film Nang Mai de Pen-ek Ratanaruang en 2009) capable d'endormir une compagnie de soldats pour son film Love in Khon Kaen (Cemetery of Splendour /รักที่ขอนแก่น / Rak ti Khon Kaen ), mais, dans un second temps, il modifie son scénario initial, un scénario qu'il ne cessera de changer et retravailler jusqu'au montage final.

## Distinction
Le film a été classé n°2 dans le top Ten 2015 des Cahiers du cinéma.
Il a aussi été à la une de la revue Film Comment de mars / avril 2016 publié par The Film Society of Lincoln Center.

## Autour du film
On est un peu surpris de voir des reconstitutions de dinosaures grandeur nature dans le parc de la bibliothèque de Khon Kaen mais en réalité ce n'est pas étonnant : depuis 1980  une équipe de paléontologues dirigée par Éric Buffetaut, directeur de recherche du CNRS et Varavudh Sutheethorn du Service géologique de Thaïlande mène chaque hiver des fouilles pour trouver des os de dinosaures dans la province de Khon Kaen en Isan (ils y ont trouvé 7 squelettes presque complets de Phuwiangosaurus sirindhornae sur le site de Sahatsakhan et des squelettes de siamotyrannus isanensis et siamosaurus suteethorni). 
La plupart des dialogues sont en dialecte thaï-issan. 
Ce film est à la fois brûlot politique et conte mystique.
Dans la scène de la visite du médecin (de la 15ème à la 17ème minute), Apichatpong Weerasethakul évoque avec délicatesse trois grands fléaux qui frappent les thaïlandais, en particulier les paysans : les vers parasites intestinaux (Opisthorchis viverrini et Clonorchis sinensis, ascaris lumbricoides, trichuris trichiura, trichinella spiralis etc.), la malnutrition et les dettes.[réf. nécessaire]